# 上鲜县
上鲜县，古县名。东魏武定七年（549年）置武陵郡，领上鲜、洛要两县，上鲜县为萧梁齐郡改置，齐周时废，故治在今江苏省赣榆县南。